# Command & Conquer: The Covert Operations
Command & Conquer: The Covert Operations – pierwszy oficjalny dodatek do gry strategicznej Command & Conquer wydanej 15 października 1995 roku. Wydany 15 czerwca 1996 roku.

## Rozgrywka
Dodatek The Cover Operations wymaga posiadania zainstalowanej wersji gry Command & Conquer. W grze zawarto 15 nowych misji do gry jednoosobowej, 10 nowych map do rozgrywki wieloosobowej w sieci lokalnej lub przez Internet, siedem nowych ścieżek muzycznych oddających atmosferę nowoczesnych działań bojowych. Poziom trudności misji w stosunku do tego z Command & Conquer został zwiększony. Do dodatku dodano nowe jednostki. W przeciwieństwie do podstawowej wersji gracz otrzymywał dostęp do wszystkich dodatkowych misji od razu i mógł grać w nie w dowolnej kolejności. Dodatkowe misje nie były również oprawione filmowymi wprowadzeniami. Wydanie na płycie CD umożliwiało dodatkowo odsłuchanie ścieżki dźwiękowej na odtwarzaczu audio.